# Wallonie Bruxelles-Crédit Agricole/Saison 2011
Dieser Artikel listet Erfolge und Mannschaft des Radsportteams Wallonie Bruxelles-Crédit Agricole in der Saison 2011 auf.

## Erfolge in der Europe Tour
| Datum     | Rennen                           | Kat. | Fahrer             |
| --------- | -------------------------------- | ---- | ------------------ |
| 13. März  | Kattekoers                       | 1.2  | Jonas Vangenechten |
| 17. April | Zellik-Galmaarden                | 1.2  | Gaëtan Bille       |
| 13. Mai   | 2. Etappe Rhône-Alpes Isère Tour | 2.2  | Gaëtan Bille       |
| 11. Juni  | 3. Etappe Ronde de l’Oise        | 2.2  | Gaëtan Bille       |

## Mannschaft
| Name               | Geburtstag         | Nationalität | Team 2010               |
| ------------------ | ------------------ | ------------ | ----------------------- |
| Jonathan Bertrand  | 3. März 1988       | Belgien      | Landbouwkrediet         |
| Gaëtan Bille       | 6. April 1988      | Belgien      | RC Pesant Club Liégeois |
| Olivier Chevalier  | 27. Februar 1990   | Belgien      | Lotto-Bodysol           |
| Gilles Devillers   | 12. Februar 1985   | Belgien      | Lotto-Bodysol           |
| Jonathan Dewitte   | 24. August 1988    | Belgien      | Lotto-Bodysol           |
| Jonathan Dufrasne  | 2. August 1987     | Belgien      | Qin Cycling Team        |
| Jérôme Giaux       | 25. August 1986    | Belgien      | Neoprofi                |
| Philippe Legrand   | 24. Juli 1986      | Belgien      | Neoprofi                |
| Ludovic Mottet     | 8. August 1985     | Belgien      | Neoprofi                |
| Olivier Pardini    | 30. Juli 1985      | Belgien      | Verandas Willems (2009) |
| Fabio Polazzi      | 4. Mai 1985        | Belgien      | Verandas Willems        |
| Christophe Prémont | 22. November 1989  | Belgien      | Lotto-Bodysol           |
| Rudy Rouet         | 5. Januar 1985     | Belgien      | Lotto-Bodysol           |
| Robin Stenuit      | 16. Juni 1990      | Belgien      | Verandas Willems        |
| Justin Van Hoecke  | 9. August 1989     | Belgien      | Qin Cycling Team        |
| Jonas Vangenechten | 16. September 1986 | Belgien      | Verandas Willems        |

## Platzierungen in UCI-Ranglisten
UCI Africa Tour 2011
|     | Fahrer             | Punkte |
| --- | ------------------ | ------ |
| 60. | Christophe Prémont | 24     |

UCI Europe Tour 2011
|       | Fahrer             | Punkte |
| ----- | ------------------ | ------ |
| 88.   | Jonas Vangenechten | 141    |
| 145.  | Gaëtan Bille       | 102    |
| 369.  | Olivier Pardini    | 43     |
| 463.  | Robin Stenuit      | 33     |
| 463.  | Jonathan Dufrasne  | 33     |
| 560.  | Fabio Polazzi      | 24     |
| 587.  | Gilles Devillers   | 22     |
| 587.  | Christophe Prémont | 22     |
| 752.  | Olivier Chevalier  | 12     |
| 1139. | Jonathan Dewitte   | 3      |